# Mistrzostwa świata w softballu mężczyzn
Mistrzostwa świata w softballu mężczyzn (ang. Men’s Softball World Championship) – międzynarodowy turniej softballu organizowany przez Międzynarodową Federację Baseballu i Softballu (WBSC), a wcześniej do 2013 roku przez Międzynarodową Federację Softballu (ISF) dla męskich reprezentacji narodowych. Pierwsze mistrzostwa wystartowały w 1966 roku w Meksyku i uczestniczyły 11 męskich drużyn narodowych. Rozgrywki odbywają się od 2013 regularnie co dwa lata. Najwięcej tytułów mistrzowskich zdobyła reprezentacja Nowej Zelandii.

## Wyniki
| Rok                                     | Organizator                       | T     |           | Finał                                  | Finał     | Finał             |       | Mecz o 3 miejsce  | Mecz o 3 miejsce | Mecz o 3 miejsce  |  | Uwagi      |
| Rok                                     | Organizator                       | T     | Zwycięzca | Wynik                                  | Finalista | III miejsce       | Wynik | IV miejsce        |                  |                   |  | Uwagi      |
| Mistrzostwa świata w softballu mężczyzn |                                   |       |           |                                        |           |                   |       |                   |                  |                   |  |            |
| 1966                                    | Meksyk (Meksyk)                   | 1     |           | Stany Zjednoczone                      | 6–0       | Meksyk            |       | Nowa Zelandia     |                  | Portoryko         |  | 11 drużyn  |
| 1968                                    | Oklahoma City (Stany Zjednoczone) | 2     |           | Stany Zjednoczone                      | 4–0       | Kanada            |       | Meksyk            |                  | ?                 |  | ? drużyn   |
| 1972                                    | Marikina (Filipiny)               | 1     |           | Kanada                                 | 1–0       | Stany Zjednoczone |       | Nowa Zelandia     |                  | Meksyk            |  | 10 drużyn  |
| 1976                                    | Lower Hutt (Nowa Zelandia)        | 3 2 1 |           | Stany Zjednoczone Kanada Nowa Zelandia |           |                   |       |                   |                  |                   |  | 7 drużyn   |
| 1980                                    | Tacoma (Stany Zjednoczone)        | 4     |           | Stany Zjednoczone                      | 3–0       | Kanada            |       | Bahamy            |                  | ?                 |  | ? drużyn   |
| 1984                                    | Midland (Stany Zjednoczone)       | 2     |           | Nowa Zelandia                          | 3–1       | Kanada            |       | Stany Zjednoczone |                  | ?                 |  | ? drużyn   |
| 1988                                    | Saskatoon (Kanada)                | 5     |           | Stany Zjednoczone                      | 4–0       | Nowa Zelandia     |       | Kanada            |                  | ?                 |  | ? drużyn   |
| 1992                                    | Manila/Pasig (Filipiny)           | 3     |           | Kanada                                 | 5–3       | Nowa Zelandia     |       | Stany Zjednoczone |                  | Japonia           |  | 18 drużyn  |
| 1996                                    | Midland (Stany Zjednoczone)       | 3     |           | Nowa Zelandia                          | 4–0       | Kanada            |       | Japonia           |                  | Stany Zjednoczone |  | 22 drużyny |
| 2000                                    | East London (Afryka Południowa)   | 4     |           | Nowa Zelandia                          | 2–1       | Japonia           |       | Stany Zjednoczone |                  | ?                 |  | 16 drużyn  |
| 2004                                    | Christchurch (Nowa Zelandia)      | 5     |           | Nowa Zelandia                          | 9–5       | Kanada            |       | Australia         |                  | Stany Zjednoczone |  | 15 drużyn  |
| 2009                                    | Saskatoon (Kanada)                | 1     |           | Australia                              | 5–0       | Nowa Zelandia     |       | Kanada            |                  | Stany Zjednoczone |  | 16 drużyn  |
| 2013                                    | Auckland (Nowa Zelandia)          | 6     |           | Nowa Zelandia                          | 4–1       | Wenezuela         |       | Australia         |                  | Argentyna         |  | 16 drużyn  |
| 2015                                    | Saskatoon (Kanada)                | 4     |           | Kanada                                 | 10–5      | Nowa Zelandia     |       | Wenezuela         |                  | Australia         |  | 15 drużyn  |
| 2017                                    | Whitehorse (Kanada)               | 7     |           | Nowa Zelandia                          | 6–4       | Australia         |       | Kanada            |                  | Argentyna         |  | 16 drużyn  |
| 2019                                    | Praga (Czechy)                    | 1     |           | Argentyna                              | 3-2       | Japonia           |       | Kanada            |                  | Nowa Zelandia     |  | 16 drużyn  |
| 2022                                    | Auckland (Nowa Zelandia)          | 2     |           | Australia                              | 5-2       | Kanada            |       | Stany Zjednoczone | 2-0              | Argentyna         |  | 12 drużyn  |
| 2025                                    | Prince Albert (CAN)               |       |           |                                        |           |                   |       |                   |                  |                   |  | 18 drużyn  |

## Klasyfikacja medalowa
W dotychczasowej historii Mistrzostw świata na podium oficjalnie stawało w sumie 9 drużyn. Liderem klasyfikacji jest Nowa Zelandia, która zdobyła złote medale mistrzostw 7 razy.
Stan na czerwiec 2025.
| Lp. | Reprezentacja     | Miejsca na podium | Miejsca na podium | Miejsca na podium | Zwycięskie sezony            |   |   |                                          |
| --- | ----------------- | ----------------- | ----------------- | ----------------- | ---------------------------- | - | - | ---------------------------------------- |
| Lp. | Reprezentacja     | 1.                | Nowa Zelandia     | 7                 | Zwycięskie sezony            | 4 | 2 | 1976, 1984, 1996, 2000, 2004, 2013, 2017 |
| 2.  | Stany Zjednoczone | 5                 | 1                 | 4                 | 1966, 1968, 1976, 1980, 1988 |   |   |                                          |
| 3.  | Kanada            | 4                 | 6                 | 3                 | 1972, 1976, 1992, 2015       |   |   |                                          |
| 4.  | Australia         | 2                 | 1                 | 2                 | 2009, 2022                   |   |   |                                          |
| 5.  | Argentyna         | 1                 | 0                 | 0                 | 2019                         |   |   |                                          |
| 6.  | Japonia           | 0                 | 2                 | 1                 |                              |   |   |                                          |
| 7.  | Meksyk            | 0                 | 1                 | 1                 |                              |   |   |                                          |
| 7.  | Wenezuela         | 0                 | 1                 | 1                 |                              |   |   |                                          |
| 9.  | Bahamy            | 0                 | 0                 | 1                 |                              |   |   |                                          |